# Ernst Good
Ernst Good (* 14. Januar 1950 in Flums) ist ein ehemaliger Schweizer Skirennfahrer.
Good gehörte Mitte der 1970er Jahre zur erweiterten Weltspitze im Riesenslalom. Zwischen 1975 und 1977 konnte er sich insgesamt neunmal bei Weltcuprennen unter den besten zehn platzieren. Bestes Resultat war ein zweiter Platz beim Riesenslalom der 3-Tre-Rennen von Madonna di Campiglio im Dezember 1975.
Den grössten Erfolg seiner Karriere feierte er bei den Olympischen Winterspielen 1976 in Innsbruck. Im Riesenslalom errang er hinter seinem Landsmann Heini Hemmi die Silbermedaille.
Heute führt Good ein kleines Restaurant am Flumserberg.